# Comuna Foieni, Satu Mare
Foieni (în maghiară: Mezőfény, în germană: Fienen) este o comună în județul Satu Mare, Transilvania, România, formată numai din satul de reședință cu același nume.

## Demografie
Componența etnică a comunei Foieni
     Maghiari (76,99%)
     Germani (12,29%)
     Români (4,23%)
     Romi (3,77%)
     Alte etnii (2,72%)
Componența confesională a comunei Foieni
     Romano-catolici (89,39%)
     Ortodocși (3,42%)
     Alte religii (4%)
     Necunoscută (3,19%)
Conform recensământului efectuat în 2021, populația comunei Foieni se ridică la 1.725 de locuitori, în scădere față de recensământul anterior din 2011, când fuseseră înregistrați 1.840 de locuitori. Majoritatea locuitorilor sunt maghiari (76,99%), cu minorități de germani (12,29%), români (4,23%) și romi (3,77%). Din punct de vedere confesional, majoritatea locuitorilor sunt romano-catolici (89,39%), cu o minoritate de ortodocși (3,42%), iar pentru 3,19% nu se cunoaște apartenența confesională.

## Politică și administrație
Comuna Foieni este administrată de un primar și un consiliu local compus din 11 consilieri. Primarul, László Brém[*], de la Uniunea Democrată Maghiară din România, este în funcție din 2016. Începând cu alegerile locale din 2024, consiliul local are următoarea componență pe partide politice:
|  | Partid                                     | Consilieri | Componența Consiliului | Componența Consiliului | Componența Consiliului | Componența Consiliului | Componența Consiliului | Componența Consiliului | Componența Consiliului | Componența Consiliului | Componența Consiliului |
|  | ------------------------------------------ | ---------- | ---------------------- | ---------------------- | ---------------------- | ---------------------- | ---------------------- | ---------------------- | ---------------------- | ---------------------- | ---------------------- |
|  | Uniunea Democrată Maghiară din România     | 9          |                        |                        |                        |                        |                        |                        |                        |                        |                        |
|  | Forumul Democrat al Germanilor din România | 2          |                        |                        |                        |                        |                        |                        |                        |                        |                        |

## Atracții turistice
- Rezervația naturală "Dunele de nisip Foieni" (10 ha)
- Câmpia Nirului - Valea Ierului (arie de protecție specială avifaunistică)